# Dead Effect 2
Dead Effect 2 je česká akční videohra z roku 2015. Za hrou stojí tým BadFly Interactive. Hra je určena pro IOS a Android. Jedná se o pokračování hry Dead Effect z roku 2013.

## Hratelnost
Hratelnost je velmi podobná prvnímu dílu.Jedná se o klasickou FPS střílečku, kdy je cílem hráče se dobojovat na konec levelu. Ve hře je poměrně velký výběr zbraní, které lze upgradovat za peníze, jež hráč sbírá. Navíc si lze vybrat ze tří postav, přičemž každá užívá jiný typ zbraní. Gunnar Davis používá těžké zbraně a hra za něj je nejvíce podobná původní hře, Jane Grey používá brokovnice a Kay Rayner používá sečné zbraně. Ve hře také přibyli noví nepřátelé. Hráč už nebojuje jen proti zombíkům a jiným podobným potvorám, ale i proti vojákům se střelnými zbraněmi.

## Příběh
Hra začíná okamžitě po událostech prvního dílu. Poté, co hráč zabil profesora Vagnera, tak na ESS Meridian dorazily posily, které však považují hráče za hrozbu. Nalézá však pomoc u několika dalších osob, které přežily katastrofu Meridianu a jsou cílem vojáků. Jsou to tajemná Danette, mechanik Minikin a Doktor Bielik.

## Přijetí
Hra byla velmi kladně přijata recenzenty. Chválu si získal pokrok oproti prvnímu dílu, hratelnost, atmosféra a grafika.